# Lijst van vlaggen van Sloveense gemeenten
Dit artikel bevat een lijst van vlaggen van Sloveense gemeenten. In 2011 telt Slovenië 212 gemeenten.

## A

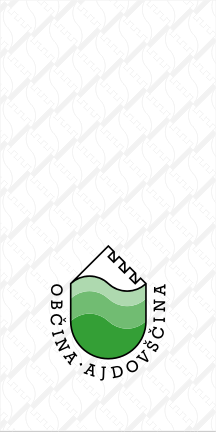
Ajdovščina
Ankaran
Apače

## B

Beltinci
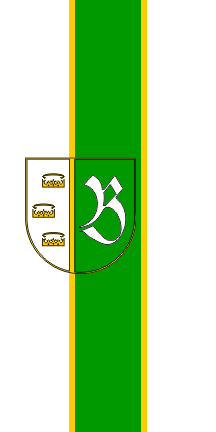
Benedikt
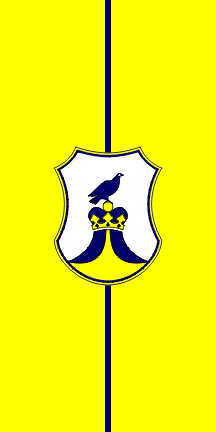
Bistrica ob Sotli
Bled
Bloke
Bohinj
Borovnica
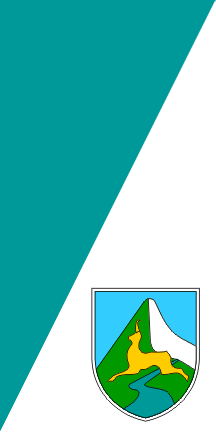
Bovec
Braslovče
Brda
Brezovica
Brežice

## C

Cankova
Celje
Cerklje na Gorenjskem
Cerknica
Cerkno
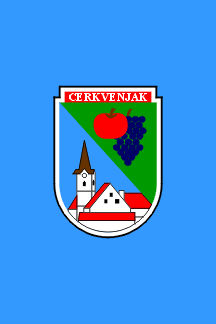
Cerkvenjak
Cirkulane
Črenšovci
Črna na Koroškem
Črnomelj

## D

Destrnik
Divača
Dobje
Dobrepolje
Dobrna
Dobrova-Polhov Gradec
Dobrovnik
Dol pri Ljubljani
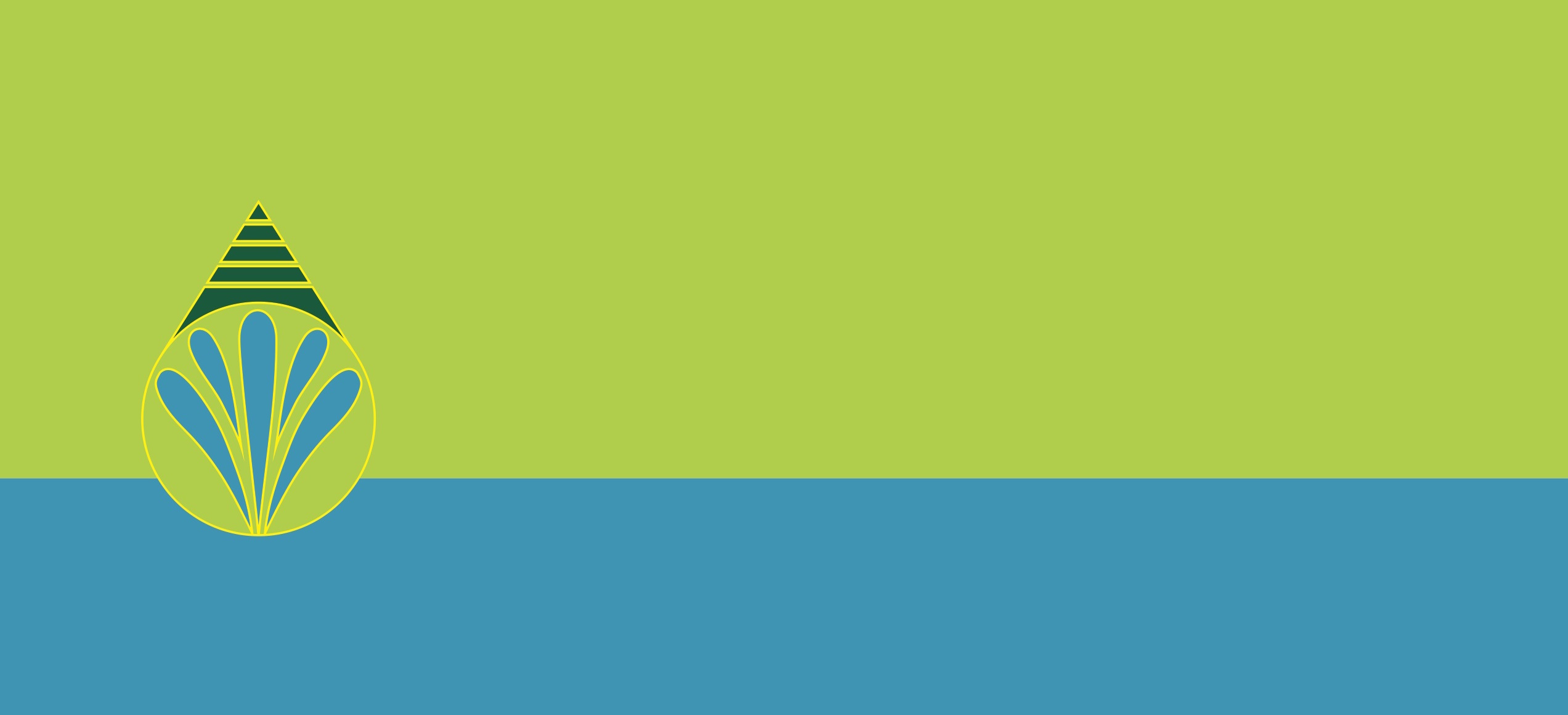
Dolenjske Toplice
Domžale
Dornava
Dravograd
Duplek

## G

Gorenja vas-Poljane
Gorišnica
Gorje
Gornja Radgona
Gornji Grad
Gornji Petrovci
Grad
Grosuplje

## H

Hajdina
Hoče-Slivnica
Hodoš
Horjul
Hrastnik
Hrpelje-Kozina

## I

Idrija
Ig
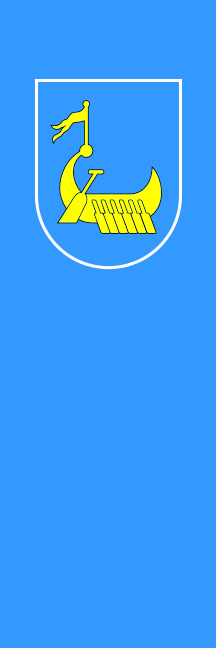
Ilirska Bistrica
Ivančna Gorica
Izola

## J

Jesenice
Jezersko
Juršinci

## K

Kamnik
Kanal ob Soči
Kidričevo
Kobarid
Kobilje
Kočevje
Komen
Komenda
Koper
Kostanjevica na Krki
Kostel
Kozje
Kranj
Kranjska Gora
Križevci
Krško
Kungota
Kuzma

## L

Laško
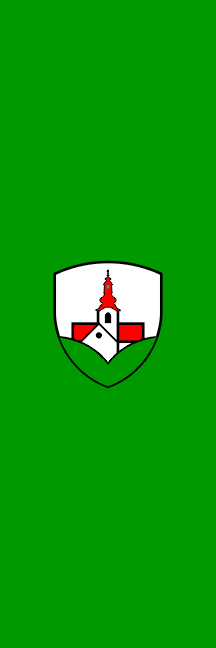
Lenart
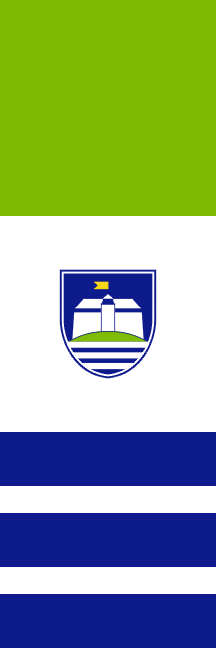
Lendava
Litija
Ljubljana
Ljubno
Ljutomer
Log-Dragomer
Logatec
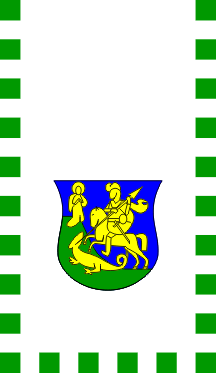
Loška Dolina
Loški Potok
Lovrenc na Pohorju
Luče
Lukovica

## M

Majšperk
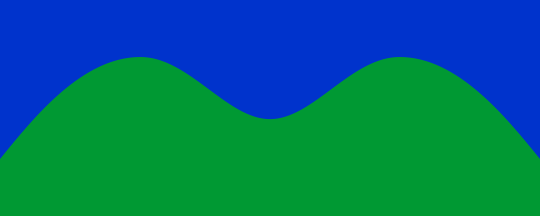
Makole
Maribor
Markovci
Medvode
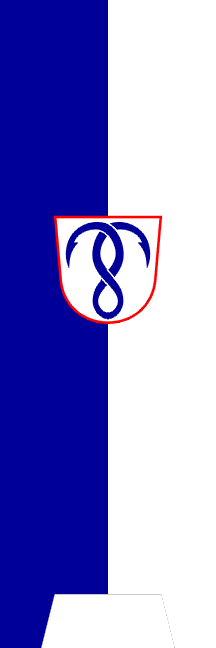
Mengeš
Metlika
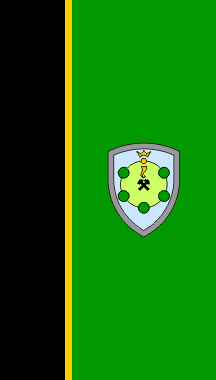
Mežica
Miklavž na Dravskem polju
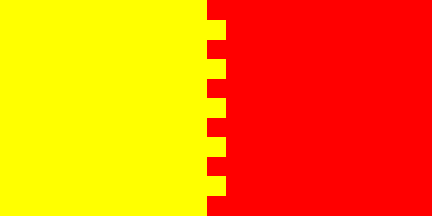
Miren-Kostanjevica
Mirna Peč
Mirna
Mislinja
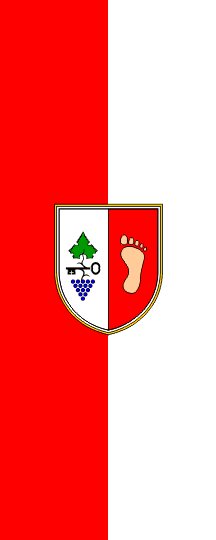
Mokronog-Trebelno
Moravče
Moravske Toplice
Mozirje
Murska Sobota
Muta

## N

Naklo
Nazarje
Nova Gorica
Novo mesto

## O

Odranci
Oplotnica
Ormož
Osilnica

## P

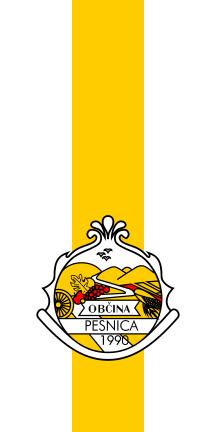
Pesnica
Piran
Pivka
Podčetrtek
Podlehnik
Podvelka
Poljčane
Polzela
Postojna
Prebold
Preddvor
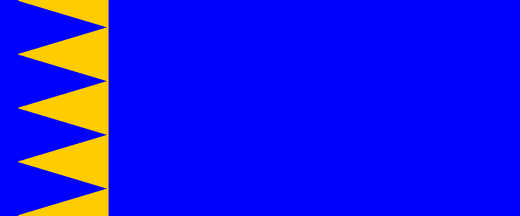
Prevalje
Ptuj
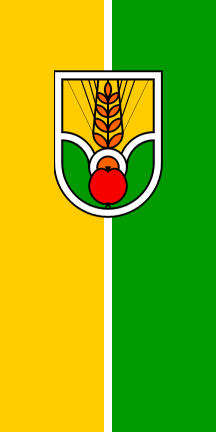
Puconci

## R

Rače-Fram
Radeče
Radenci
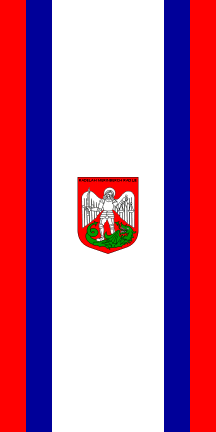
Radlje ob Dravi
Radovljica
Ravne na Koroškem
Razkrižje
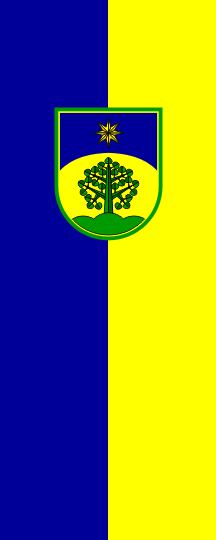
Rečica ob Savinji
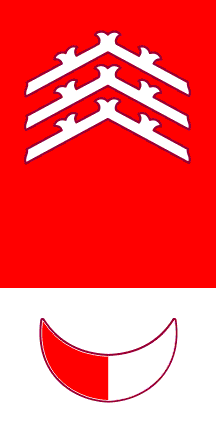
Renče-Vogrsko
Ribnica
Ribnica na Pohorju
Rogaška Slatina
Rogašovci
Rogatec
Ruše

## S

Šalovci
Selnica ob Dravi
Semič
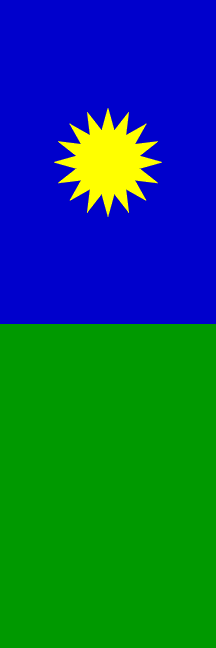
Šempeter-Vrtojba
Šenčur
Šentilj
Šentjernej
Šentjur pri Celju
Šentrupert
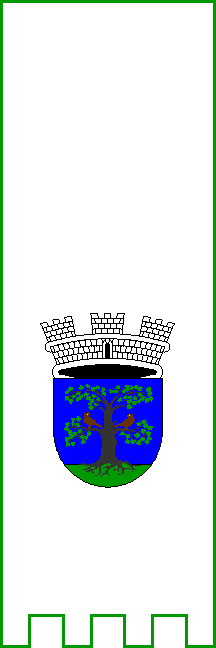
Sevnica
Sežana
Škocjan
Škofja Loka
Škofljica
Slovenj Gradec
Slovenska Bistrica
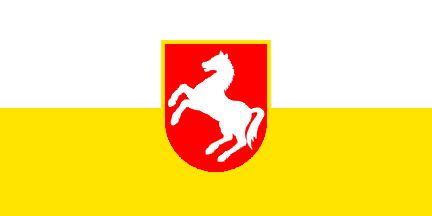
Slovenske Konjice
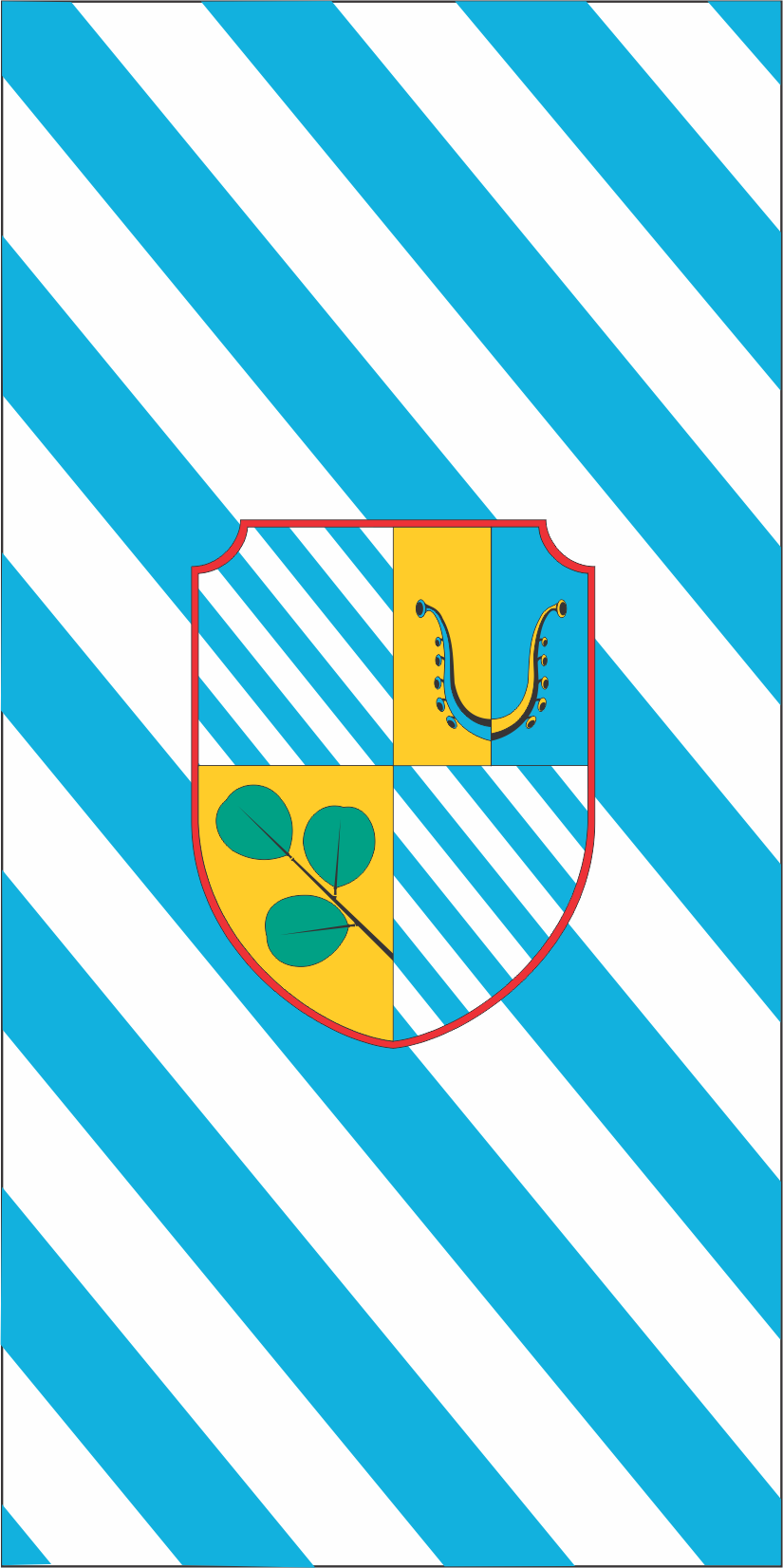
Šmarje pri Jelšah
Šmarješke Toplice
Šmartno pri Litiji
Šmartno ob Paki
Sodražica
Solčava
Šoštanj
Središče ob Dravi
Starše
Štore
Straža
Sveta Ana
Sveta Trojica v Slovenskih goricah
Sveti Andraž
Sveti Jurij
Sveti Jurij v Slovenskih goricah
Sveti Tomaž

## T

Tabor
Tišina
Tolmin
Trbovlje
Trebnje
Trnovska vas
Trzin
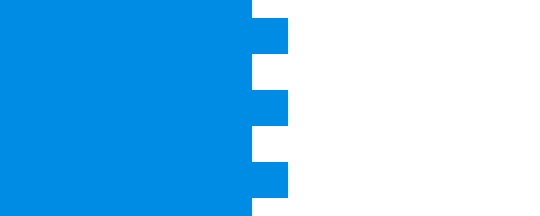
Tržič
Turnišče

## V

Velenje
Velika Polana
Velike Lašče
Veržej
Videm
Vipava
Vitanje
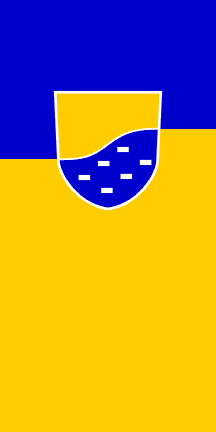
Vodice
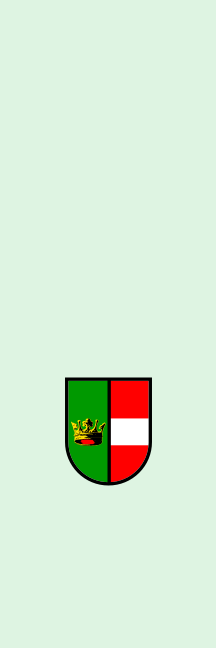
Vojnik
Vransko
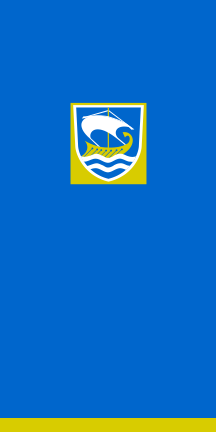
Vrhnika
Vuzenica

## Z

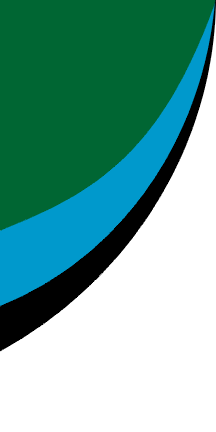
Zagorje ob Savi
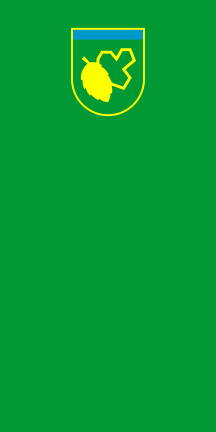
Žalec
Zavrč
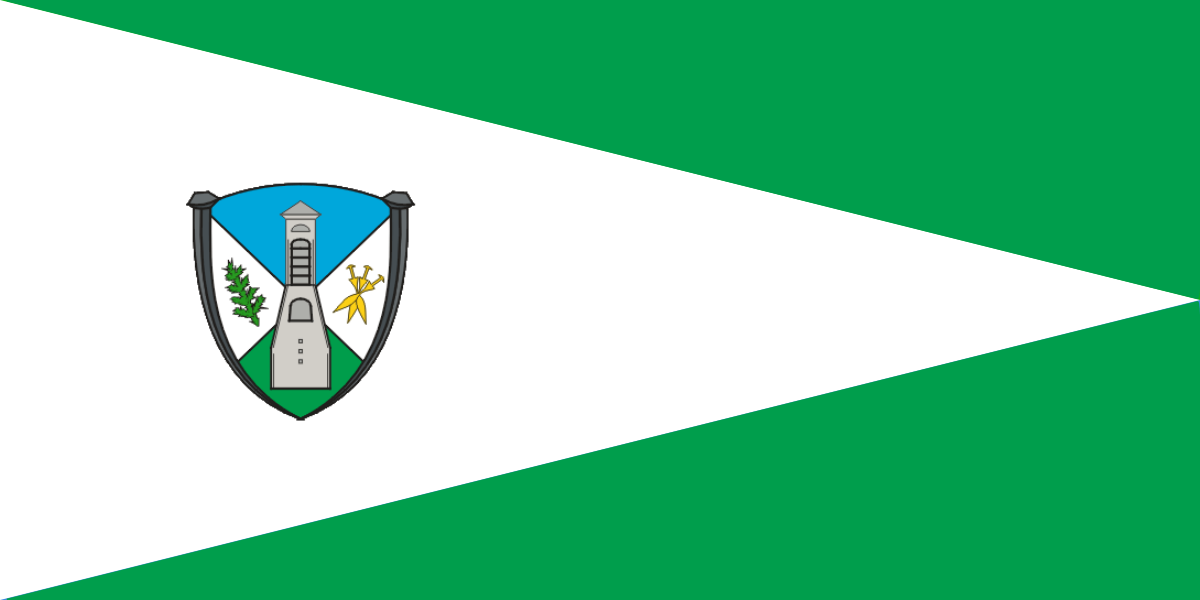
Železniki
Žetale
Žiri
Žirovnica
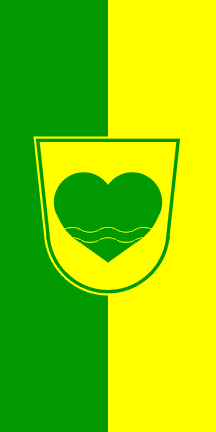
Zreče
Žužemberk